# San José Rugby Club
Su origen se remonta a finales del Siglo XIX, exactamente al 23 de julio de 1893, a partir de la inquietud de padres Vascos Franceses (Bayona), de incorporar a la actividad curricular el deporte, tal como se acostumbraba en el sistema educativo del continente Europeo. En los inicios, el Club San José participa en una asociación de colegios católicos (Liga Católica), cuyo fin era la difusión de la práctica deportiva, entre ellos obviamente el Rugby.
Más tarde, en el año 1953 el San José Rugby Club se afilia a la Unión Argentina de Rugby (U.A.R.), hoy denominada Unión de Rugby de Buenos Aires (U.R.B.A.), donde participa 
en las diferentes categorías en forma oficial.
A partir del año 2000, se constituye en una Asociación Deportiva sin fines de lucro bajo la denominación de San José Rugby Club, conservando los colores (blanco y negro) y la filosofía.

## Autoridades
Presidente: Ricardo Gómez Monzo
Vice: Santiago Bacigaluppo
Secretario : Jose Gramzuger
Delegado: Leonardo Gonzalez Chans
Coord. div. Juveniles Jorge Cortez
Capitán General de Rugby: Ezequiel Salas

## Entrenadores Div. Superior
Ezequiel Salas 

### Capitán Plantel superior
Matias Bello

### Campeonatos en el Grupo IV
San José Rugby Club, fue el primer campeón del grupo IV, desde que se creó el mismo en la Unión de Rugby de Buenos Aires, y es el máximo ganador de este grupo, ha ganado 5 veces el campeonato, es el único equipo que logró el bicampeonato (2004-2005) el tricampeonato (2008-2009-2010)
| Temporada | Campeón             |
| --------- | ------------------- |
| 2004      | San José Rugby Club |
| 2005      | San José Rugby Club |
| 2008      | San José Rugby Club |
| 2009      | San José Rugby Club |
| 2010      | San José Rugby Club |

- Datos: Q6119019